# Hunebedbisschopsmuts
Hunebedbisschopsmuts (Racomitrium heterostichum) is een mos uit het geslacht bisschopsmuts (Racomitrium).

## Variëteiten
In Nederland komen drie variëteiten van de soort voor.
- Racomitrium heterostichum var. alopecurum
- Racomitrium heterostichum var. heterostichum
- Racomitrium heterostichum var. obtusum